# Zoo Braunschweig
Koordinaten: 52° 13′ 19″ N, 10° 30′ 54″ O
Der Zoo Braunschweig, gelegentlich auch Arche Noah Zoo Braunschweig, ist ein Zoo in Braunschweig.
In der im Vergleich zu anderen zoologischen Gärten eher kleineren Anlage werden circa 300 Tiere aus 50 Arten in naturnahen Gehegen gehalten. Der Park ist im Familienbesitz und hat einen Schwesterzoo nur etwa 15 km entfernt, den Tierpark Essehof in Lehre.
Die Eröffnung der Anlage erfolgte 1964. 1995 wurde der Zoo erweitert. Im Jahr 2001 wurde ein neues Eingangsgebäude eröffnet. Hier befindet sich auch eine gastronomische Einrichtung. Weiterhin entstanden ein neuer Kinderspielplatz und ein Parkplatz.
Der Verein der Zoofreunde Braunschweig und Umgebung e. V. wurde 2016 aufgelöst.
Unter anderem werden Schwarzschwan, Bartkauz, Lisztaffe, Weißbüschelaffe, Grüner Leguan, Waschbär, Gepard, Kurzkrallenotter, Tiger, Grünflügelara, Weißrüssel-Nasenbär und Trampeltier gehalten.